# 孔佥
孔佥（？—？），会稽山阴人，孔子后裔，代次不详。
孔佥少年时拜何胤为师，通习五经，尤其了解三礼、《孝经》、《论语》，讲说了数十遍，弟子有数百人，三次担任五经博士，后又任海盐、山阴二县县令。孔佥作为儒者不擅长政治方略，在县令任内没有功绩。太清年间兵乱时，孔佥在家中去世。有子孔淑玄。

## 延伸阅读
[在维基数据编辑]
 《梁書·卷48》，出自姚思廉《梁書》